# Hendrik Jan Kooijman
Hendrik Jan Kooijman, född den 17 januari 1960 i Velsen, Nederländerna, är en nederländsk landhockeyspelare.
Han tog OS-brons i herrarnas landhockeyturnering i samband med de olympiska landhockeytävlingarna 1988 i Seoul.